# Igartua
Igartua es una entidad de población española del municipio de Gatica, perteneciente a la provincia de Vizcaya, en la comunidad autónoma del País Vasco.

## Historia
Hacia mediados del siglo XIX, el lugar, ya por entonces perteneciente a Gatica, tenía contabilizada una población de 66 habitantes. Aparece descrito en el noveno volumen del Diccionario geográfico-estadístico-histórico de España y sus posesiones de Ultramar de Pascual Madoz con las siguientes palabras:

IGARTUA: barr. en la prov. de Vizcaya, part. jud. de Bilbao, térm. jurisd. de Gatica. Tiene 8 casas, 12 vec. y 66 alm.
(Madoz, 1847, p. 384)

En 2022, tenía empadronados cien habitantes.